# Partido Liberal (Perú)
El Partido Liberal fue un partido político peruano fundado por Augusto Durand Maldonado en 1901. Surgió como un grupo disidente del partido Demócrata. No llegó a tener mucha fuerza ni un programa definido y participó en las contiendas electorales de la República Aristocrática en alianza con otros partidos. Se disolvió tras la muerte de su líder en 1923.

## Fundación

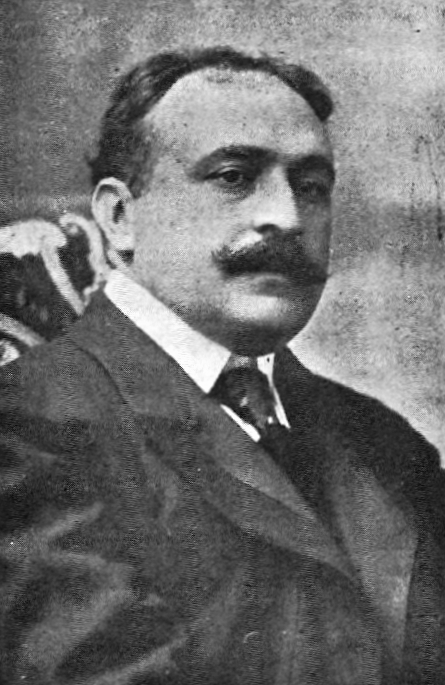
Augusto Durand Maldonado, fundador y líder del Partido Liberal.

El Partido Liberal fue fundado en 1901 a iniciativa de Augusto Durand Maldonado, montonero, empresario agrícola y diputado huanuqueño, que había empezado militando en el partido Demócrata (o pierolista). Pese a haber sido uno de los caudillos de la revolución de 1894-1895, que encumbró al poder a Nicolás de Piérola, Durand se distanció pronto del pierolismo y decidió formar su propio grupo político.
El estatuto del partido fue redactado por una comisión organizadora integrada por Federico Villarán (presidente), Aníbal Maúrtua, Manuel Sayán Palacios, Pablo Reinoso y Germán Arenas. Dicho estatuto fue aprobado el 20 de septiembre de 1901.
Su  primera junta directiva se conformó el 28 de septiembre de 1902, bajo la presidencia de Augusto Durand e integrada por Arturo Arróspide, Teodomiro Gadea, Germán Leguía y Martínez, Orestes Ferro, Elías Malpartida, Wenceslao Valera, Ricardo L. Flores, Federico Villarreal, entre otros. Su programa aparece aprobado en la misma fecha.

## Diferencias con el liberalismo delsigloXIX
A diferencia del liberalismo de los inicios de la República peruana (representado por Luna Pizarro, González Vigil y Gálvez), el Partido Liberal no hizo una propaganda intensamente laica, ni hizo énfasis en la lucha contra el militarismo, el centralismo y las prerrogativas del Ejecutivo.
Según Jorge Basadre, en el espectro político de entonces, el partido Liberal de Durand estaba a la izquierda del Partido Demócrata (o pierolista), y a la derecha de la Unión Nacional de Manuel González Prada (llamado también partido radical).

## Programa
En su programa político figuraban los siguientes puntos:
- La declaración de la inconstitucionalidad de las leyes debía ser potestad de la Corte Suprema.
- La revisión de todos los actos del Poder Ejecutivo por parte del Congreso
- El sometimiento de los funcionarios públicos a fiscalización al final de sus funciones.
- La defensa de los indios y el reparto de las tierras comunales a perpetuidad.
- El fomento a la industrialización.
- La separación de la Iglesia y el Estado.
- El amparo a la libertad de imprenta y la responsabilidad del autor y no del editor en casos de denuncias de difamación.

## Trayectoria
Pese a que el Partido Liberal había surgido como un grupo disidente del Partido Demócrata, no tuvo reserva para aliarse con este mismo, con miras a las elecciones de 1903. La Unión Cívica de Mariano Nicolás Valcárcel participó también de dicha alianza, cuyo candidato fue Nicolás de Piérola, quien finalmente se abstuvo de participar en las elecciones, aduciendo falta de garantías. Ausentes los demócratas, el Partido Liberal, aliado con la Unión Nacional (de Manuel González Prada) y un grupo disidente del Partido Constitucional (Partido Federal), se mantuvo en contienda, lanzando la candidatura de Fernando Seminario Echeandía (federal), quien igualmente acabó por retirarse de la lid. Sin contendor, el ganador de dichos comicios fue el candidato oficialista Manuel Candamo, del partido Civil aliado con el partido Constitucional.
Para las elecciones de 1904, el Partido Liberal se alió nuevamente con el Partido Demócrata. Ambos acordaron la candidatura a la presidencia de Nicolás de Piérola, y la de Augusto Durand a la vicepresidencia, y compitieron nuevamente contra la coalición civil-constitucional, que esta vez tenía como candidato al civilista José Pardo y Barreda. Pero poco antes de realizarse las elecciones, Piérola nuevamente retiró su candidatura, posibilitando así el triunfo de Pardo.
En las postrimerías del primer gobierno de José Pardo, Durand organizó una revolución para impedir el ascenso al poder de Augusto B. Leguía, candidato del civilismo. Descubierto, sufrió persecución y tuvo que huir al extranjero.
En 1912, el Partido Liberal apoyó a Guillermo Billinghurst en su elección desde el Congreso. Pero, tras enemistarse con Billinghurst, Durand, en entendimiento con otros partidos y las fuerzas armadas, propició el golpe de Estado del 4 de febrero de 1914, que llevó al poder al coronel Óscar R. Benavides.

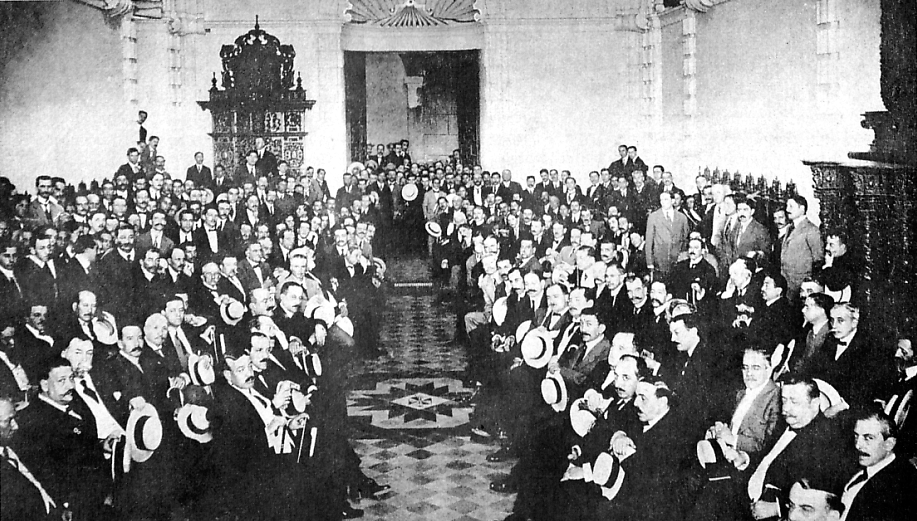
Convención de partidos realizada en Lima en 1915, para elegir una candidatura única para las elecciones presidenciales de ese año, y en la que participó el Partido Liberal.

Durand se perfilaba entonces como candidato presidencial con posibilidades de éxito, pero el gobierno militar lo acusó de conspirador y lo desterró.
Desde su exilio en Argentina, Durand siguió dirigiendo a su partido, y se plegó a la iniciativa para realizar una convención de partidos en 1915, con miras a una candidatura de unificación para las elecciones de dicho año. Dio instrucciones a los dirigentes de su partido para que apoyaran la candidatura del civilista  José Pardo y Barreda, que finalmente triunfó y subió al poder por segunda vez. 
El fallecimiento de Durand en 1923, luego de que intentara una revolución contra el segundo gobierno de Leguía, marcó el inicio del fin del partido Liberal. Al carecer de dirigentes que tuvieran el arrastre popular de su caudillo, convertido ya en una leyenda, el partido acabó por disolverse.